# Danh sách tiểu hành tinh: 10701–10800
| Tên                  | Tên đầu tiên | Ngày phát hiện       | Nơi phát hiện           | Người phát hiện                  |
| -------------------- | ------------ | -------------------- | ----------------------- | -------------------------------- |
| 10701 -              | 1981 PF      | 8 tháng 8 năm 1981   | Harvard Observatory     | Harvard Observatory              |
| 10702 Arizorcas      | 1981 QD      | 30 tháng 8 năm 1981  | Flagstaff               | E. Bowell                        |
| 10703 -              | 1981 QU3     | 23 tháng 8 năm 1981  | La Silla                | H. Debehogne                     |
| 10704 -              | 1981 RQ1     | 1 tháng 9 năm 1981   | La Silla                | H. Debehogne                     |
| 10705 -              | 1981 SL      | 22 tháng 9 năm 1981  | Kleť                    | A. Mrkos                         |
| 10706 -              | 1981 SE2     | 16 tháng 9 năm 1981  | Anderson Mesa           | N. G. Thomas                     |
| 10707 -              | 1981 UV23    | 24 tháng 10 năm 1981 | Palomar                 | S. J. Bus                        |
| 10708 -              | 1981 UE26    | 25 tháng 10 năm 1981 | Palomar                 | S. J. Bus                        |
| 10709 Ottofranz      | 1982 BE1     | 24 tháng 1 năm 1982  | Anderson Mesa           | E. Bowell                        |
| 10710 -              | 1982 JE1     | 15 tháng 5 năm 1982  | Palomar                 | Palomar                          |
| 10711 Pskov          | 1982 TT2     | 15 tháng 10 năm 1982 | Nauchnij                | L. V. Zhuravleva                 |
| 10712 Malashchuk     | 1982 UE6     | 20 tháng 10 năm 1982 | Nauchnij                | L. G. Karachkina                 |
| 10713 Limorenko      | 1982 UZ9     | 22 tháng 10 năm 1982 | Nauchnij                | L. G. Karachkina                 |
| 10714 -              | 1983 QG      | 31 tháng 8 năm 1983  | IRAS                    | IRAS                             |
| 10715 Nagler         | 1983 RL4     | 11 tháng 9 năm 1983  | Anderson Mesa           | B. A. Skiff                      |
| 10716 Olivermorton   | 1983 WQ      | 29 tháng 11 năm 1983 | Anderson Mesa           | E. Bowell                        |
| 10717 Dickwalker     | 1983 XC      | 1 tháng 12 năm 1983  | Anderson Mesa           | E. Bowell                        |
| 10718 Samusʹ         | 1985 QM5     | 23 tháng 8 năm 1985  | Nauchnij                | N. S. Chernykh                   |
| 10719 Andamar        | 1985 TW      | 15 tháng 10 năm 1985 | Anderson Mesa           | E. Bowell                        |
| 10720 Danzl          | 1986 GY      | 5 tháng 4 năm 1986   | Kitt Peak               | Spacewatch                       |
| 10721 Tuterov        | 1986 QO4     | 17 tháng 8 năm 1986  | Nauchnij                | L. G. Karachkina                 |
| 10722 Monari         | 1986 TB      | 1 tháng 10 năm 1986  | Bologna                 | Osservatorio San Vittore         |
| 10723 -              | 1986 TH      | 3 tháng 10 năm 1986  | Đài thiên văn Brorfelde | P. Jensen                        |
| 10724 -              | 1986 VR5     | 5 tháng 11 năm 1986  | Anderson Mesa           | E. Bowell                        |
| 10725 Sukunabikona   | 1986 WB      | 22 tháng 11 năm 1986 | Toyota                  | K. Suzuki, T. Urata              |
| 10726 Elodie         | 1987 BS2     | 28 tháng 1 năm 1987  | La Silla                | E. W. Elst                       |
| 10727 Akitsushima    | 1987 DN      | 25 tháng 2 năm 1987  | Ojima                   | T. Niijima, T. Urata             |
| 10728 Vladimirfock   | 1987 RT5     | 4 tháng 9 năm 1987   | Nauchnij                | L. V. Zhuravleva                 |
| 10729 Tsvetkova      | 1987 RU5     | 4 tháng 9 năm 1987   | Nauchnij                | L. V. Zhuravleva                 |
| 10730 White          | 1987 SU      | 19 tháng 9 năm 1987  | Anderson Mesa           | E. Bowell                        |
| 10731 -              | 1988 BL3     | 16 tháng 1 năm 1988  | La Silla                | H. Debehogne                     |
| 10732 -              | 1988 BM3     | 17 tháng 1 năm 1988  | La Silla                | H. Debehogne                     |
| 10733 Georgesand     | 1988 CP1     | 11 tháng 2 năm 1988  | La Silla                | E. W. Elst                       |
| 10734 Wieck          | 1988 CT4     | 13 tháng 2 năm 1988  | La Silla                | E. W. Elst                       |
| 10735 Seine          | 1988 CF6     | 15 tháng 2 năm 1988  | La Silla                | E. W. Elst                       |
| 10736 -              | 1988 DD3     | 22 tháng 2 năm 1988  | Siding Spring           | R. H. McNaught                   |
| 10737 -              | 1988 DZ4     | 25 tháng 2 năm 1988  | Siding Spring           | R. H. McNaught                   |
| 10738 -              | 1988 FW2     | 17 tháng 3 năm 1988  | La Silla                | W. Ferreri                       |
| 10739 Lowman         | 1988 JB1     | 12 tháng 5 năm 1988  | Palomar                 | C. S. Shoemaker, E. M. Shoemaker |
| 10740 Fallersleben   | 1988 RX2     | 8 tháng 9 năm 1988   | Tautenburg Observatory  | F. Börngen                       |
| 10741 -              | 1988 SF3     | 16 tháng 9 năm 1988  | Cerro Tololo            | S. J. Bus                        |
| 10742 -              | 1988 VK2     | 7 tháng 11 năm 1988  | Okutama                 | T. Hioki, N. Kawasato            |
| 10743 -              | 1988 VS2     | 12 tháng 11 năm 1988 | Palomar                 | E. F. Helin                      |
| 10744 Tsuruta        | 1988 XO      | 5 tháng 12 năm 1988  | Chiyoda                 | T. Kojima                        |
| 10745 Arnstadt       | 1989 AK6     | 11 tháng 1 năm 1989  | Tautenburg Observatory  | F. Börngen                       |
| 10746 Mühlhausen     | 1989 CE6     | 10 tháng 2 năm 1989  | Tautenburg Observatory  | F. Börngen                       |
| 10747 Köthen         | 1989 CW7     | 1 tháng 2 năm 1989   | Tautenburg Observatory  | F. Börngen                       |
| 10748 -              | 1989 CE8     | 8 tháng 2 năm 1989   | La Silla                | H. Debehogne                     |
| 10749 Musäus         | 1989 GH8     | 6 tháng 4 năm 1989   | Tautenburg Observatory  | F. Börngen                       |
| 10750 -              | 1989 PT      | 9 tháng 8 năm 1989   | Palomar                 | E. F. Helin                      |
| 10751 -              | 1989 UV1     | 29 tháng 10 năm 1989 | Gekko                   | Y. Oshima                        |
| 10752 -              | 1989 WJ1     | 25 tháng 11 năm 1989 | Kushiro                 | S. Ueda, H. Kaneda               |
| 10753 van de Velde   | 1989 WU4     | 28 tháng 11 năm 1989 | Tautenburg Observatory  | F. Börngen                       |
| 10754 -              | 1990 QV5     | 29 tháng 8 năm 1990  | Palomar                 | H. E. Holt                       |
| 10755 -              | 1990 RO6     | 10 tháng 9 năm 1990  | La Silla                | H. Debehogne                     |
| 10756 -              | 1990 SJ2     | 17 tháng 9 năm 1990  | Palomar                 | H. E. Holt                       |
| 10757 -              | 1990 SF3     | 18 tháng 9 năm 1990  | Palomar                 | H. E. Holt                       |
| 10758 -              | 1990 SM7     | 22 tháng 9 năm 1990  | La Silla                | E. W. Elst                       |
| 10759 -              | 1990 SX16    | 17 tháng 9 năm 1990  | Palomar                 | H. E. Holt                       |
| 10760 Ozeki          | 1990 TJ3     | 15 tháng 10 năm 1990 | Kitami                  | K. Endate, K. Watanabe           |
| 10761 Lyubimets      | 1990 TB4     | 12 tháng 10 năm 1990 | Tautenburg Observatory  | L. D. Schmadel, F. Börngen       |
| 10762 von Laue       | 1990 TC4     | 12 tháng 10 năm 1990 | Tautenburg Observatory  | F. Börngen, L. D. Schmadel       |
| 10763 Hlawka         | 1990 TH13    | 12 tháng 10 năm 1990 | Tautenburg Observatory  | L. D. Schmadel, F. Börngen       |
| 10764 Rübezahl       | 1990 TK13    | 12 tháng 10 năm 1990 | Tautenburg Observatory  | F. Börngen, L. D. Schmadel       |
| 10765 -              | 1990 UZ      | 20 tháng 10 năm 1990 | Dynic                   | A. Sugie                         |
| 10766 -              | 1990 UB1     | 20 tháng 10 năm 1990 | Dynic                   | A. Sugie                         |
| 10767 Toyomasu       | 1990 UF1     | 22 tháng 10 năm 1990 | Kitami                  | K. Endate, K. Watanabe           |
| 10768 Sarutahiko     | 1990 UZ1     | 21 tháng 10 năm 1990 | Oohira                  | T. Urata                         |
| 10769 Minas Gerais   | 1990 UJ5     | 16 tháng 10 năm 1990 | La Silla                | E. W. Elst                       |
| 10770 Belo Horizonte | 1990 VU5     | 15 tháng 11 năm 1990 | La Silla                | E. W. Elst                       |
| 10771 Ouro Prêto     | 1990 VK6     | 15 tháng 11 năm 1990 | La Silla                | E. W. Elst                       |
| 10772 -              | 1990 YM      | 23 tháng 12 năm 1990 | Kushiro                 | S. Ueda, H. Kaneda               |
| 10773 -              | 1991 AK2     | 7 tháng 1 năm 1991   | Siding Spring           | R. H. McNaught                   |
| 10774 Eisenach       | 1991 AS2     | 15 tháng 1 năm 1991  | Tautenburg Observatory  | F. Börngen                       |
| 10775 Leipzig        | 1991 AV2     | 15 tháng 1 năm 1991  | Tautenburg Observatory  | F. Börngen                       |
| 10776 Musashitomiyo  | 1991 CP1     | 12 tháng 2 năm 1991  | Yorii                   | M. Arai, H. Mori                 |
| 10777 -              | 1991 EB5     | 13 tháng 3 năm 1991  | La Silla                | H. Debehogne                     |
| 10778 Marcks         | 1991 GN10    | 9 tháng 4 năm 1991   | Tautenburg Observatory  | F. Börngen                       |
| 10779 -              | 1991 LW      | 14 tháng 6 năm 1991  | Palomar                 | E. F. Helin                      |
| 10780 Apollinaire    | 1991 PB2     | 2 tháng 8 năm 1991   | La Silla                | E. W. Elst                       |
| 10781 Ritter         | 1991 PV31    | 6 tháng 8 năm 1991   | Tautenburg Observatory  | F. Börngen                       |
| 10782 Hittmair       | 1991 RH4     | 12 tháng 9 năm 1991  | Tautenburg Observatory  | L. D. Schmadel, F. Börngen       |
| 10783 -              | 1991 RB9     | 11 tháng 9 năm 1991  | Palomar                 | H. E. Holt                       |
| 10784 Noailles       | 1991 RQ11    | 4 tháng 9 năm 1991   | La Silla                | E. W. Elst                       |
| 10785 Dejaiffe       | 1991 RD12    | 4 tháng 9 năm 1991   | La Silla                | E. W. Elst                       |
| 10786 Robertmayer    | 1991 TC3     | 7 tháng 10 năm 1991  | Tautenburg Observatory  | F. Börngen, L. D. Schmadel       |
| 10787 Ottoburkard    | 1991 TL3     | 4 tháng 10 năm 1991  | Tautenburg Observatory  | L. D. Schmadel, F. Börngen       |
| 10788 -              | 1991 UC      | 18 tháng 10 năm 1991 | Kushiro                 | S. Ueda, H. Kaneda               |
| 10789 Mikeread       | 1991 VL10    | 5 tháng 11 năm 1991  | Kitt Peak               | Spacewatch                       |
| 10790 -              | 1991 XS      | 5 tháng 12 năm 1991  | Kushiro                 | S. Ueda, H. Kaneda               |
| 10791 -              | 1992 CS      | 8 tháng 2 năm 1992   | Geisei                  | T. Seki                          |
| 10792 Ecuador        | 1992 CQ2     | 2 tháng 2 năm 1992   | La Silla                | E. W. Elst                       |
| 10793 Quito          | 1992 CU2     | 2 tháng 2 năm 1992   | La Silla                | E. W. Elst                       |
| 10794 Vänge          | 1992 DW5     | 29 tháng 2 năm 1992  | La Silla                | UESAC                            |
| 10795 Babben         | 1992 EB5     | 1 tháng 3 năm 1992   | La Silla                | UESAC                            |
| 10796 Sollerman      | 1992 EB8     | 2 tháng 3 năm 1992   | La Silla                | UESAC                            |
| 10797 Guatemala      | 1992 GO4     | 4 tháng 4 năm 1992   | La Silla                | E. W. Elst                       |
| 10798 -              | 1992 LK      | 3 tháng 6 năm 1992   | Palomar                 | G. J. Leonard                    |
| 10799 Yucatán        | 1992 OY2     | 26 tháng 7 năm 1992  | La Silla                | E. W. Elst                       |
| 10800 -              | 1992 OM8     | 22 tháng 7 năm 1992  | La Silla                | H. Debehogne, Á. López G.        |